# Owstonia
Owstonia is een geslacht van straalvinnige vissen uit de familie van lintvissen (Cepolidae). Het geslacht is voor het eerst wetenschappelijk beschreven in 1908 door Tanaka.

## Soorten
- Owstonia dorypterus (Fowler, 1934)
- Owstonia grammodon (Fowler, 1934)
- Owstonia maccullochi Whitley, 1934
- Owstonia macrophthalmus (Fourmanoir, 1985)
- Owstonia nigromarginatus (Fourmanoir, 1985)
- Owstonia pectinifer (Myers, 1939)
- Owstonia sarmiento Liao, Reyes & Shao, 2009
- Owstonia simoterus (Smith, 1968)
- Owstonia totomiensis Tanaka, 1908
- Owstonia weberi (Gilchrist, 1922)